# Département de La Libertad
La Libertad est un département du Salvador situé au sud-ouest du pays. Sa capitale est Santa Tecla. 

## Géographie
Le département de La Libertad fait partie de la Zone Centrale (en espagnol : Zona Central) qui correspond à l'une des quatre divisions géographiques du Salvador.
À l'ouest, il est limitrophe des départements de Sonsonate et de Santa Ana qui appartiennent à la Zone Occidentale du Salvador. Au nord, il confine avec le département de Chalatenango. A l'est, il jouxte le département de San Salvador et au sud-est avec celui de La Paz, ce dernier faisant partie de la Zone Paracentrale.

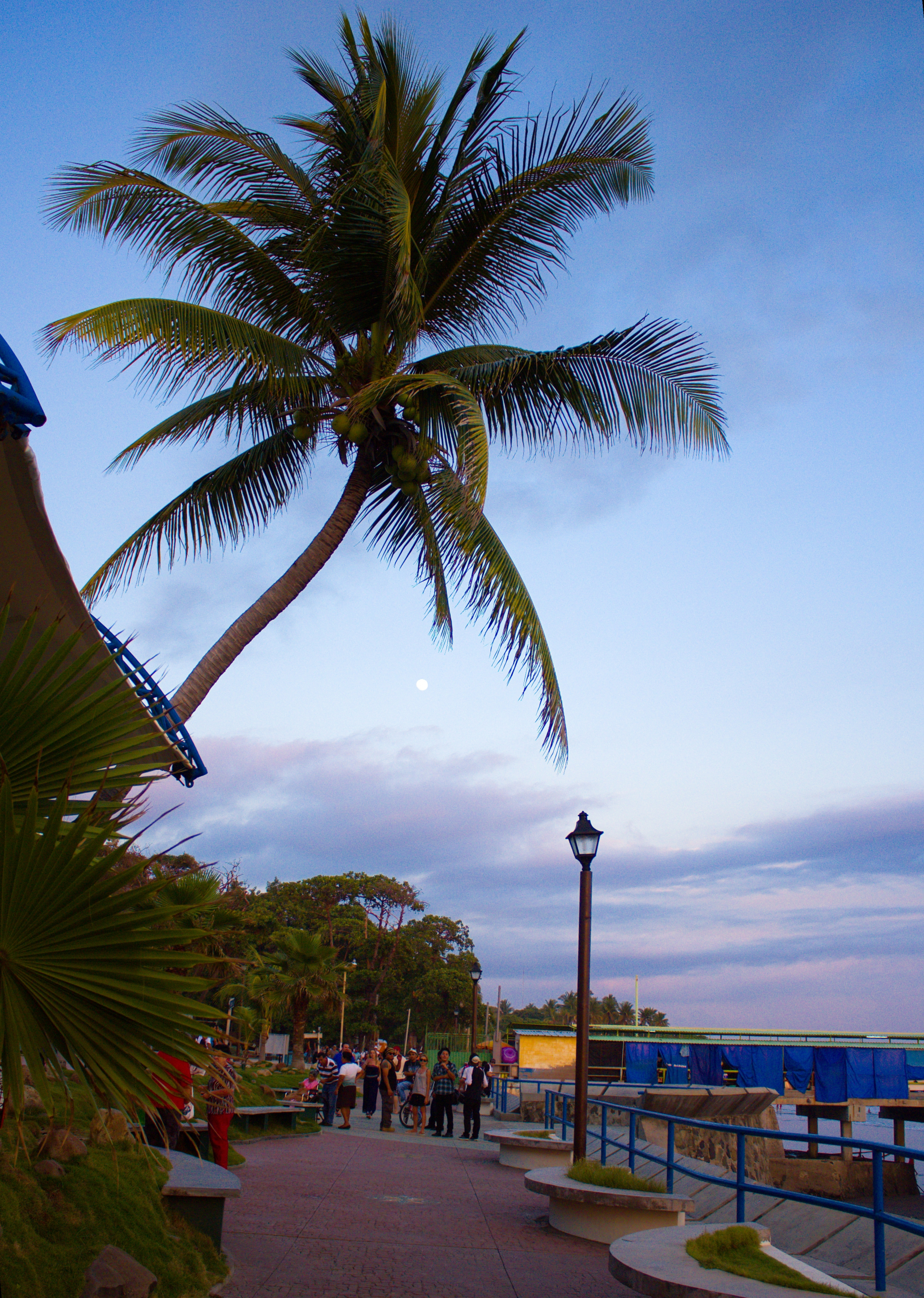
Le Malecón à Puerto La Libertad, station balnéaire de La Libertad sur l'océan Pacifique.

Enfin, dans sa bordure méridionale, il est riverain de l'océan Pacifique où de très nombreuses plages y sont accessibles et aménagées et la majorité d'entre elles sont situées dans la municipalité littorale et balnéaire de La Libertad.

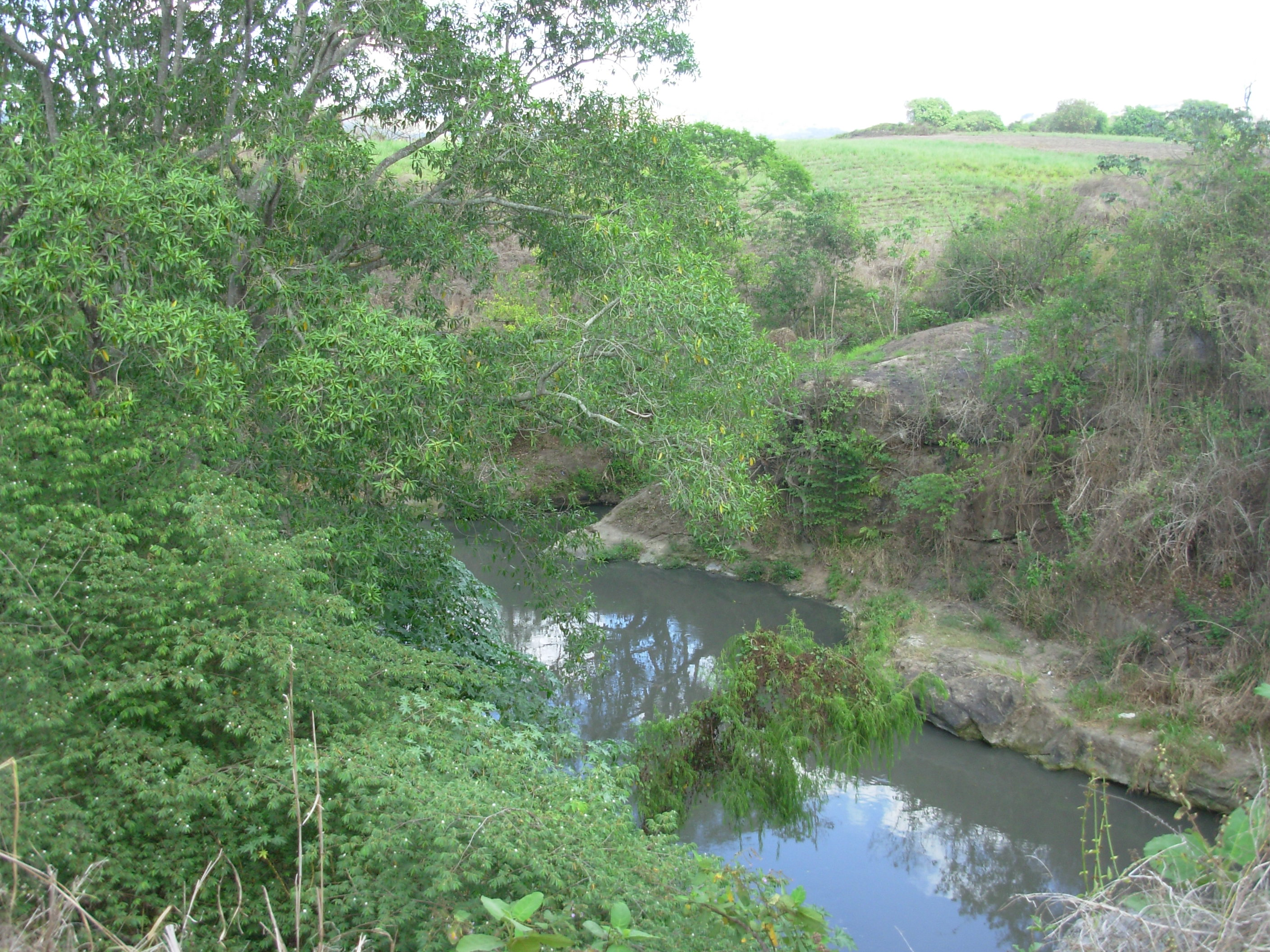
Le río Sucio entre les villes de San Matias et de Quezaltepeque dans le département de La Libertad.

Le département est longé dans une direction nord-sud sur sa partie sud-est par le plus long fleuve du pays, le río Lempa, qui termine sa course jusque dans l'océan Pacifique sur une longueur d'environ 20 kilomètres; ainsi, son estuaire sert de limite interdépartementale avec le département de La Paz. Un affluent du fleuve Lempa, le río Sucio, traverse pendant 32 kilomètres de son cours le département avant d'affluer au nord-est avec le río Lempa.
La partie nord du département fait partie du plateau salvadorien, la Meseta centrale, où sont concentrées les activités économiques et les principales villes dont Santa Tecla, la capitale départementale, qui fait de plus partie de l'aire urbaine de San Salvador.

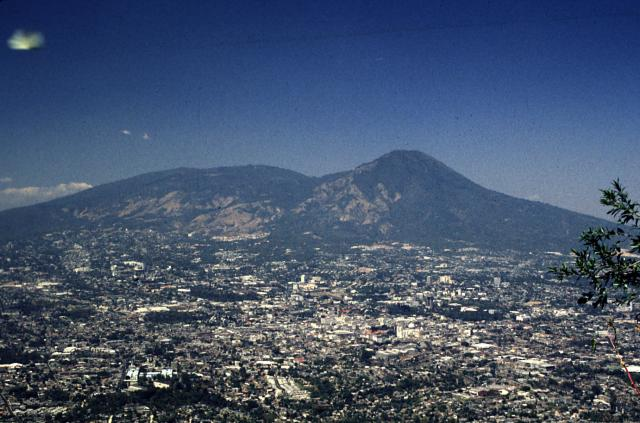
Le volcan Quetzaltepec domine le département de La Libertad avec ses 1959 mètres de hauteur.

Au sud s'étend la chaîne volcanique où domine l'imposant volcan Quetzaltepec avec ses 1 959 mètres.
Tout au sud de cette chaîne volcanique vient border l'océan Pacifique que délimite un rivage aux terres basses et jalonné de nombreuses et larges plages de sable.
Avec une superficie de 1 653 km2, il est le plus étendu de la Zone Centrale mais il n'occupe que le sixième rang national.

## Population et villes principales
La population du département de La  Libertad est de 842 624 habitants, ce qui le place au deuxième rang national après le département de la capitale, San Salvador.
Il est également le deuxième département le plus densément peuplé du Salvador, se situant après le département de la capitale. Sa densité de  population est également supérieure à celle du pays, respectivement 510 hab/km² contre 312 hab/km².
C'est un département fortement urbanisé où un grand nombre de villes grandes et moyennes gravitent autour de la capitale du pays, San Salvador, dont deux font partie de son Aire métropolitaine, Santa Tecla et Antiguo Cuscatlán.

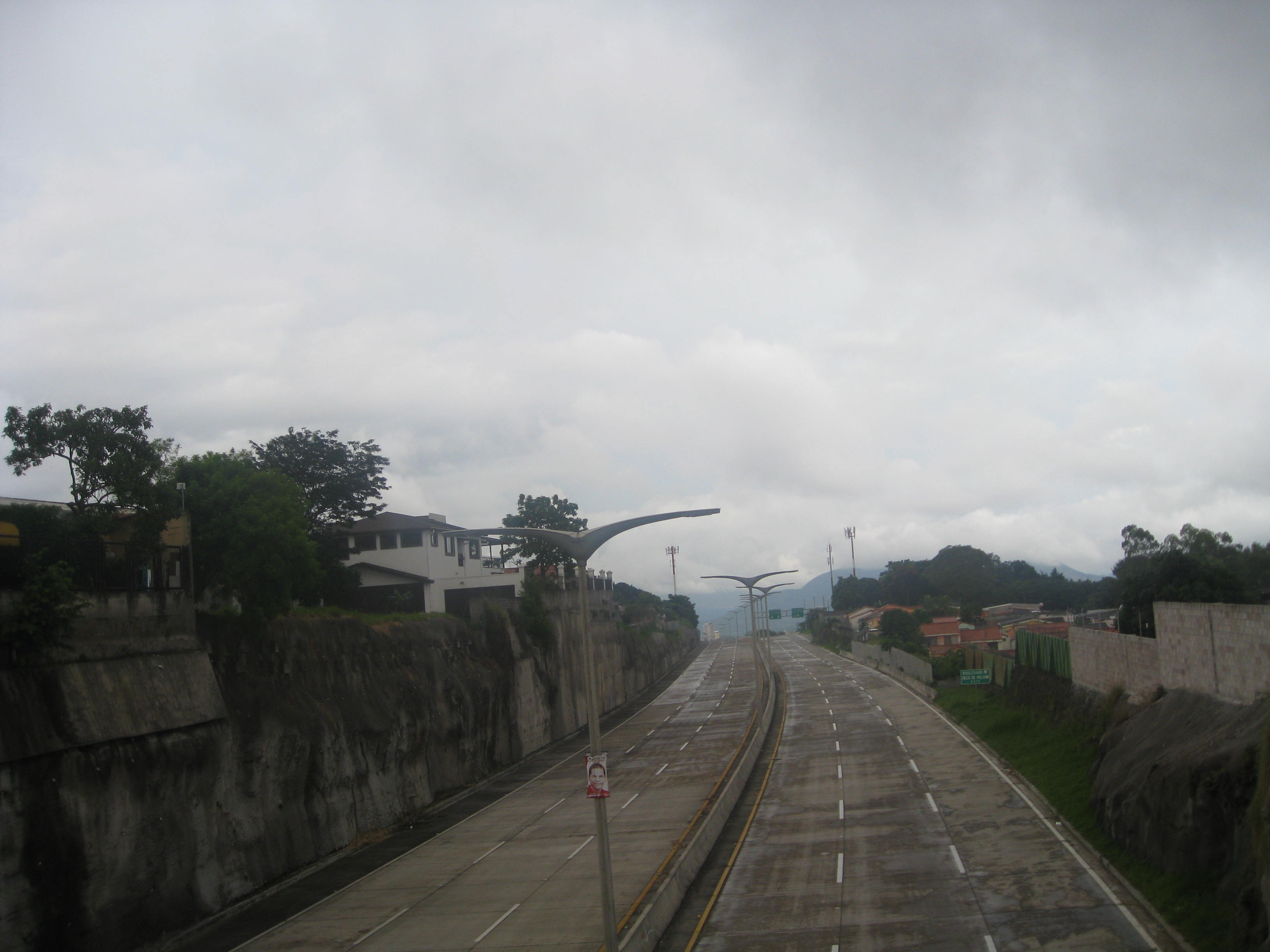
L'autoroute qui relie Santa Tecla à San Salvador

La plus grande ville du département de La  Libertad est aussi sa capitale départementale, Santa Tecla, qui portait jusqu'en 2003 le nom de Nueva Ciudad de San Salvador. Avec plus de 133 600 habitants, c'est la septième ville du Salvador par sa population et la cinquième de l'Aire Métropolitaine de San Salvador. Située à 9 kilomètres à l'ouest de la capitale, Santa Tecla bénéficie d'une desserte moderne par l'autoroute depuis 2012 qui la relie directement à San Salvador et dont elle tire profit pour son développement urbain autant que de sa situation sur la Route panaméricaine.
Les cinq autres villes suivantes du département de La Libertad ont une population supérieure ou approchant les 50 000 habitants. Il s'agit par ordre d'importance démographique de Colón, San Juan Opico, Ciudad Arce, Quezaltepeque et  Zaragoza. Mais aucune de ces cinq municipalités ne font partie de l'Aire Métropolitaine de San Salvador pourtant toute proche.
Deux autres villes du département de La  Libertad ont une population comprise entre 30 000 habitants et 50 000 habitants. Malgré leur moindre poids démographique, chacune de ces deux villes jouent un rôle économique très important.
- Sur la côte du Pacifique, 

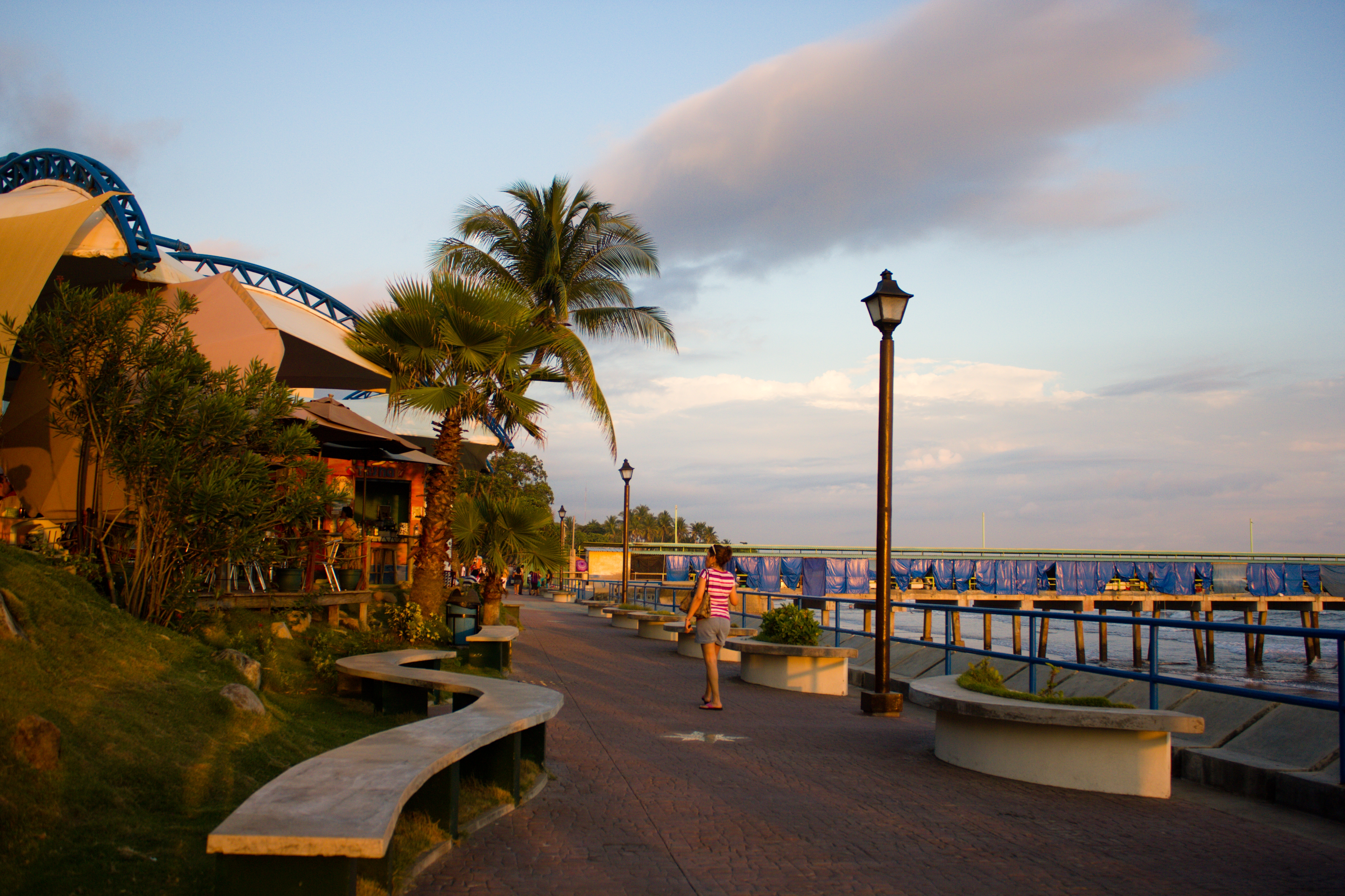
La station balnéaire de La Libertad sur l'océan Pacifique

La Libertad est la station balnéaire la plus recherchée et la plus prisée des habitants de la capitale. Grâce à ses plages variées et accessibles où la pratique du surf est un sport national, la ville offre de nombreux services liés à sa fonction balnéaire.

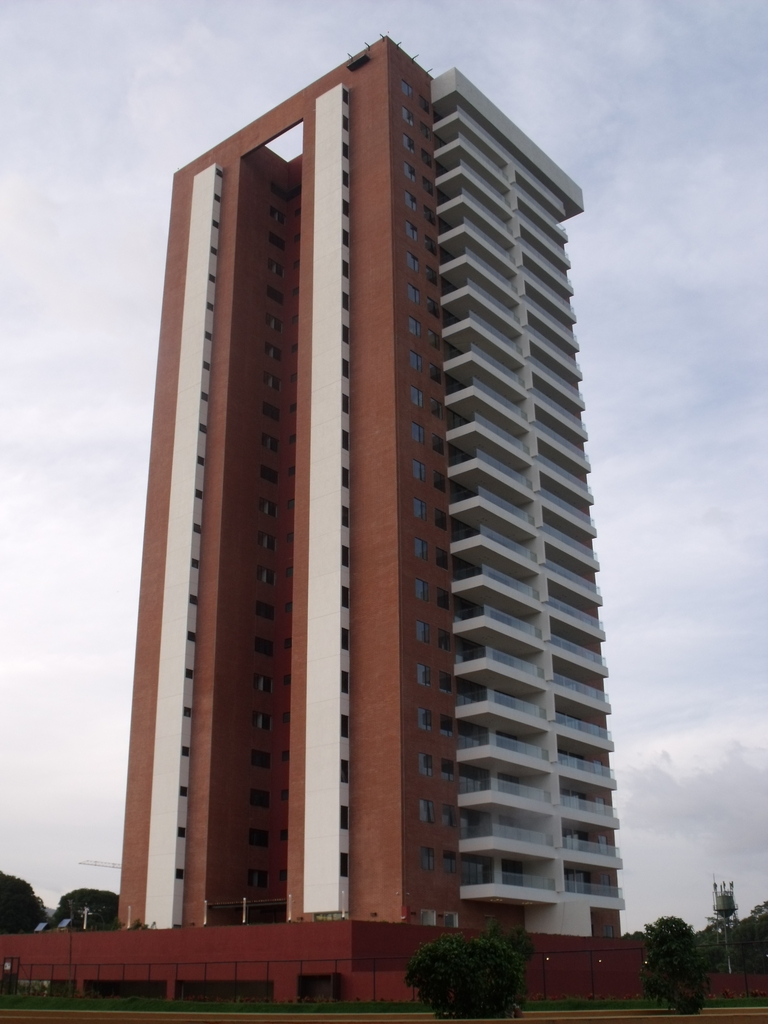
La Tour Multiplaza à Antiguo Cuscatlán

- Entre la capitale et Santa Tecla s'est considérablement développée et modernisée la ville d'Antiguo Cuscatlán. Desservie avantageusement par une ligne de métro, cette ville est devenue le poumon économique du département de La Libertad et un actif centre urbain dans l'Aire Métropolitaine de San Salvador.

## Autres données diverses
Il acquit le statut de département le 28 janvier 1865. La population se concentre sur les plaines Ulliman - où le caoutchouc est récolté - (Nahuat). La ville fut nommée "Nueva Ciudad de San Salvador" (la Nouvelle Ville de San Salvador) et devint la capitale du département le même jour. La capitale fut rebaptisée Santa Tecla le 22 décembre 2003.

## Municipalités
1. Antiguo Cuscatlán
2. Chiltiupán
3. Ciudad Arce
4. Colón
5. Comasagua
6. Huizúcar
7. Jayaque
8. Jicalapa
9. La Libertad
10. Nuevo Cuscatlán
11. Opico
12. Quezaltepeque
13. Sacacoyo
14. San José Villanueva
15. San Matías
16. San Pablo Tacachico
17. Santa Tecla
18. Talnique
19. Tamanique
20. Teotepeque
21. Tepecoyo
22. Zaragoza